# Miraflores (Guaviare)
Miraflores is een gemeente in het Colombiaanse departement Guaviare. De gemeente telt 6706 inwoners (2005).
Calamar · El Retorno · Miraflores · San José del Guaviare